# Gesine Lötzsch
Gesine Lötzsch (født 7. august 1961 i Lichtenberg, Berlin) er en tysk politiker fra partiet Die Linke. 
Hun var fra 2005 stedfortrædende gruppeleder for sit parti i Forbundsdagen og fra 15. maj 2010 en af partiets to ledere.